# Charles Louis L'Héritier de Brutelle
Charles Louis L'Héritier de Brutelle (Paris, 15 de junho de 1746 – 18 de agosto de 1800) foi um magistrado e botânico francês do século XVIII.

## Biografia
Nesceu numa família influente com conexões na realeza francesa. Assim, obteve a posição de procurador do Rei para o Controle das Águas e Florestas com vinte e um anos e, posteriormente, como conselhelheiro do Tribunal de Ajudas. Era um apaixonado pela botânica.
Os seus trabalhos de botânica foram ligeiramente desprezados pelos seus contenporâneos, porém foram reconhecidos e valorizados por Willdenow (1765-1812) e De Candolle (1778-1841). Morreu assassinado em 1800, deixando um herbário com cerca de 8.000 espécies e uma das mais importantes bibliotecas de botânica.
Trabalhou e estudou com afinco sobre as Geraniaceae publicando, em 1792, uma obra intitulada Geranologia. Deve-se a ele a distinção entre as plantas Geranium, Pelargonium e Erodium. L'Héritier conduziu vários estudos das árvores e dos arbustos nativos, interessando-se igualmente pela flora exótica.
Publicou Stirpes novae aut minus cognitae, quas descriptionibus et iconibus illustravit Carolus Ludovicus L'Héritier (dois volumes, Paris, 1784-1785).

## Fonte
Erickson, Robert F. (2003). L Héritier de Brutelle, Charles Louis